# Đảng Xanh của Hoa Kỳ
Đảng Xanh của Hoa Kỳ (tiếng Anh: Green Party of the United States, GPUS) là một liên minh của các đảng chính trị bang Xanh ở Hoa Kỳ .  Đảng thúc đẩy chính trị xanh, cụ thể là chủ nghĩa môi trường; bất bạo động ; công bằng xã hội; dân chủ có sự tham gia, dân chủ ở cơ sở; bình đẳng giới; quyền LGBT; phản chiến; chống phân biệt chủng tộc và chủ nghĩa xã hội sinh thái. Trên bình diện chính trị, đảng này thường được coi là cánh tả . 
GPUS được thành lập vào năm 2001 với tư cách là Hiệp hội các Đảng Xanh của Bang (ASGP) được tách ra từ Đảng Xanh / Đảng Xanh Hoa Kỳ (G / GPUSA). Sau khi thành lập, GPUS nhanh chóng trở thành tổ chức xanh quốc gia dẫn đầu trong nước, vượt qua G/GPUSA, được thành lập năm 1991 trong số các Ủy ban xanh Thư tín (CoC), một tập hợp các nhóm xanh địa phương hoạt động từ năm 1984.  ASGP, được thành lập vào năm 1996,  đã ngày càng xa rời G/GPUSA vào cuối những năm 1990. 
Đảng Xanh đã thu hút được sự chú ý rộng rãi của công chúng trong cuộc bầu cử tổng thống năm 2000, khi danh sách ứng cử gồm Ralph Nader và Winona LaDuke giành được 2,7% số phiếu phổ thông. Nader đã bị các đảng viên Đảng Dân chủ lên án và đỗ lỗi, với cáo buộc rằng ông đã khiến ứng cử viên Đảng Dân chủ Al Gore thua cuộc. Nader khẳng định rằng ông không phải là một kẻ phá hoại trong cuộc bầu cử năm 2000.